# 马尔贝维尔
马尔贝维尔（法語：Marbéville，法語發音：[maʁbevil]）是法国上马恩省的一个市镇，属于肖蒙区。

## 地理
马尔贝维尔（48°16'35"N, 5°1'22"E）面积17.71 平方千米，位于法国大東部大區上马恩省，该省份为法国东北部内陆省份，北起马恩省和默兹省，西接奥布省，西南接科多尔省，东南接上索恩省，东临孚日省。
与马尔贝维尔接壤的市镇（或旧市镇、城区）包括：昂邦维尔、布莱斯河畔甘德勒库尔、米尔贝勒、奥尔穆瓦-莱塞克斯方丹、塞克斯方丹、马恩河畔松库尔、维尼奥里、科隆贝双教堂村。

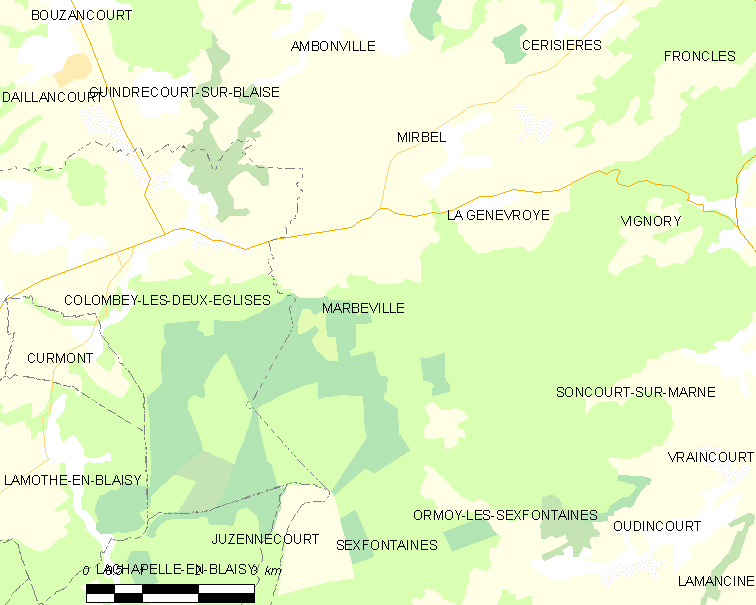
马尔贝维尔的OSM定位图

马尔贝维尔的时区为UTC+01:00、UTC+02:00（夏令时）。

## 行政
马尔贝维尔的邮政编码为52320，INSEE市镇编码为52310。

## 政治
马尔贝维尔所属的省级选区为博洛涅县。

## 人口

1962-2008年间马尔贝维尔人口变化图示

马尔贝维尔于2022年1月1日时的人口数量为100人。